# Braj Kachru
Braj Kachru (Srinagar, Cachemira, 15 de mayo de 1932 - Urbana, Illinois, 29 de julio de 2016) fue un escritor, periodista, lingüista y profesor emérito indio.

## Biografía
Braj Bihari nació el 15 de mayo de 1931 en Srinagar, Cachemira, en una familia pandit. Hijo de Sati, su madre murió cuando tenía cinco años y su padre fue el profesor Pandit Damodar Das Kachru. Su padre era conocido como Lala Sahab y era amigo del poeta cachemir Zinda Kaul. Debido al entorno familiar, Braj tuvo la oportunidad de participar en conversaciones sobre política, filosofía y literatura con colegas de su padre, entre los cuales se encontraba Zinda Kaul.

## Ámbito académico
Kachru inició y desarrolló el campo de los Ingleses del mundo ("World Englishes"). Ha hecho investigaciones en este campo y en el idioma cachemir. Ha publicado varios libros y artículos de investigación sobre estos campos.
En la Universidad de Illinois, Braj encabezó el Departamento de Lingüística desde 1968 hasta 1979, dirigió la sección de inglés como lengua internacional desde 1985 hasta 1991, y fue director del Centro de Estudios Avanzados desde junio de 1996 hasta enero del 2000. Fue elegido director en 1978 del Instituto de Lingüística de la  Sociedad Americana de Lingüística.Ha sido presidente de la Asociación Americana de Lingüística Aplicada en 1984. Fue nombrado profesor honorífico en Artes 
Liberales y Ciencias en Illinois en 1992. En 1997 y 1999, pasó a ser presidente de la Asociación Internacional para los ingleses del mundo y, finalmente, miembro honorífico del Instituto Central de inglés y lenguas extranjeras de India en 2001.

## Ámbito literario
Kachru es autor y editor de más de 25 libros y más de 100 artículos de investigación, reseñas y críticas. Ha formado parte del equipo editorial de periódicos como el Periódico del desarrollo multilingüe y multicultural, Periódico Internacional de Sociología de las Lenguas, Los ingleses de Asia y Lingüística y Ciencias Humanas. Además de ser el autor del premiado libro Alchemy of English: The Spread, Functions and Models of Non-Native Englishes, Kachru es también editor asociado de Contributor to the Cambridge History of the English Language y The Oxford Companion to the English Language.

## La teoría de los círculos del inglés

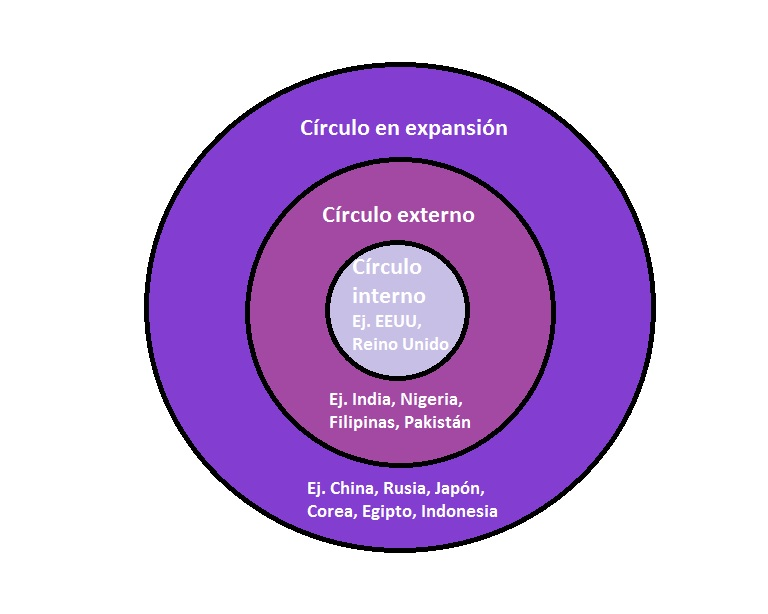
Teoría de los círculos concéntricos

Para entender mejor el uso del inglés en los diferentes países, Kachru desarrolló la idea de los tres círculos concéntricos de la lengua. 
El círculo interno representa las naciones de base inglesa tradicional: Reino Unido, Estados Unidos, Australia, Nueva Zelanda, Irlanda, la parte anglofóna de Canadá y algunos territorios del Caribe. El número total de hablantes de inglés en el círculo interno es mayor de 380 millones, de los cuales 120 millones son de fuera de Estados Unidos. 
Después está el círculo externo, que incluye los países donde el inglés no es la lengua nativa, pero es importante por razones históricas y juega un papel importante en las instituciones nacionales, tanto como lengua oficial como no oficial. Este círculo incluye países como India, Nigeria, Filipinas, Bangladés, Pakistán, Malasia, Tanzania, Kenia, países no anglófonos de Sudáfrica y Canadá, entre otros. El número total de hablantes de inglés en el círculo externo está entre los 150 y los 300 millones. 
El círculo en expansión engloba a los países donde el inglés no juega un papel histórico ni gubernamental, pero está muy extendido como lengua extranjera o lengua franca. Esto incluye la mayoría de los restantes países del mundo: China, Rusia, Japón, Corea, Egipto, Indonesia y la mayoría de los países europeos.El número total de hablantes en este círculo es difícil de calcular ya que es empleado para fines específicos y limitados, normalmente Business English. Se estima un número de hablantes entre 100 millones y un billón.
El círculo interno (Reino Unido, Estados Unidos, etc.) es el que dicta la norma. Esto significa que  estos países son los que dictan las normas lingüísticas del inglés. El círculo externo (la mayoría países de la Mancomunidad de Naciones)  es el que desarrolla las normas lingüísticas. Por último, el círculo en expansión (casi todos los países restantes) es el que depende de todas estas normas porque se basa en los estándares definidos por los hablantes nativos del círculo central.

## Vida privada
Contrajo matrimonio con la profesora y lingüista Yamuna Kachru.  Su hijo, Shamit Kachru, es profesor de física especializado en la teoría de cuerdas en la Universidad Stanford.